# Callobius pauculus
Callobius pauculus là một loài nhện trong họ Amaurobiidae.
Loài này thuộc chi Callobius. Callobius pauculus được miêu tả năm 1972 bởi Leech.